# Milunka Savić
Milunka Savić (in cirillico: Милунка Савић?; Koprivnica, 28 giugno 1888 – Belgrado, 5 ottobre 1973) è stata una militare serba, che ha combattuto nelle guerre balcaniche e nella grande guerra. È stata la donna combattente più decorata nella storia della guerra.

## Biografia
Savić è nata nel 1888, nel villaggio di Koprivnica, vicino a Novi Pazar, in Serbia. Nel 1912, suo fratello ricevette i documenti di convocazione per la mobilitazione per la prima guerra balcanica. Ha scelto di andare al suo posto, tagliandosi i capelli, indossando abiti da uomo e arruolandosi nell'esercito serbo. Vide subito il combattimento, ricevette la sua prima medaglia e fu promossa caporale nella battaglia di Bregalnica. Impegnata in battaglia, ha riportato ferite e solo allora, quando si è ripresa dalle ferite in ospedale, è emerso il suo vero sesso, con grande sorpresa dei medici curanti.
Qui la leggenda narra che l’ufficiale, colpito dal suo valore e la sua tenacia propose di mantenerla in zona di guerra, ma come infermiera.
La Savic però rifiutò: voleva combattere per il suo Paese, e si mise all’attenti decisa ad attendere una risposta positiva per tutto il tempo necessario.
Venne quindi rinviata in fanteria. Nel 1914, dopo la battaglia di Kolubara, le venne conferita la stella dell’Ordine di Karadorde, la più alta decorazione del Regno di Serbia.
Ne ricevette una seconda nel 1916 quando catturò da sola 26 soldati bulgari.
Ma furono numerose altre le decorazioni guadagnate, anche da paesi esteri: due volte la Legion d’Onore francese, e la Croce di San Giorgio russa.
Venne inoltre insignita della Croix de Guerre francese 1914-1918 con Palm. Unica donna al mondo ad essere decorata con questa medaglia per il servizio nella Prima Guerra Mondiale.
Smobilitata nel 1919 rifiutò di trasferirsi in Francia dove avrebbe percepito una adeguata pensione di guerra per vivere nella sua terra, a Belgrado, dove lavorò come impiegata postale prima e donna delle pulizie poi.
Durante la Seconda Guerra Mondiale venne internata per 10 mesi nel campo di concentramento di Banjica e dopo il conflitto visse nell’indigenza almeno fino a quando, durante le celebrazioni di giubileo della vittoria (a cui partecipò con il suo medagliere), venne finalmente notata ottenendo meritati riconoscimenti.
Morì a Belgrado nel 1973.